# Corupția în Tadjikistan
Corupția în Tadjikistan este un fenomen larg răspândit care se regăsește în toate sferele societății tadjice. În esență, situația este similară cu cea din celelalte foste republici sovietice din Asia Centrală. Cu toate acestea, este dificil să se obțină date fiabile privind corupția, precum și informații concrete privind eficiența presupuselor inițiative anticorupție.
Potrivit unui articol publicat în 2015 în The Diplomat, corupția este prezentă în fiecare aspect al culturii din Tadjikistan. Exemplele includ studenți care plătesc mită pentru note mai bune, mită pentru eliberarea prizonierilor și „contrabandiști care dau bacșiș polițiștilor de frontieră să se uite în altă parte”, precum și multe altele. Freedom House a spus cam același lucru în 2016, numind corupția o problemă care afectează fiecare aspect al societății tadjice.
Potrivit Transparency International, cetățenii din Tadjikistan consideră că birocrații și serviciile guvernamentale sunt cele mai corupte instituții, cu poliția, vama și autoritățile de colectare a impozitelor în fruntea listei, urmate de administratorii de colegii și spitale. Într-un sondaj din 2010, tadjicii au declarat că este cel mai probabil să se confrunte cu mita în timpul tranzacțiilor cu poliția rutieră (53,6%), urmată îndeaproape de achizițiile de terenuri (53,3%) și de tranzacțiile cu universitățile (45,4%). Aproape două treimi consideră că nivelul corupției în țară este ridicat și că este puțin probabil să se schimbe curând; aproximativ jumătate consideră că majoritatea funcționarilor iau mită; iar aproximativ jumătate au o părere negativă despre corupție.

## Context
Acesta a luat naștere ca parte a Corupției în Uniunea Sovietică.
Tadjikistanul și-a câștigat independența în 1991, când Uniunea Sovietică s-a prăbușit, iar războiul civil care a urmat, purtat între 1992 și 1997, a lăsat populația în mare parte apatică și pasivă în fața autorității guvernamentale. Fără ieșire la mare și sărac în resurse naturale, Tadjikistanul rămâne cea mai săracă și mai puțin dezvoltată dintre fostele republici sovietice, jumătate dintre locuitori trăind cu mai puțin de 2 dolari pe zi. Mulți tadjici au emigrat în Rusia sau Kazahstan, iar sumele mari de bani pe care le trimit acasă fac din Tadjikistan una dintre țările cele mai dependente de remitențe de pe glob. În plus, există probleme majore c crima organizată, traficul de droguri, extremismul religios și consumul de droguri.

## Amploarea corupției
Indicele de percepției a corupției al Transparency International evaluează 180 de țări în funcție de corupția percepută a sectorului public și apoi clasează aceste țări în funcție de punctajul obținut. În Indicele din 2023, țara al cărei sector public a fost perceput ca fiind cel mai onest a primit un punctaj de 90 (din 100) și un rang de 1; țara al cărei sector public a fost perceput ca fiind cel mai corupt, un punctaj de 11 și un rang de 180. Punctajul mediu a fost de 43. Tadjikistanul a primit un scor de 20 și un rang de 162. Pentru comparație cu scorurile regionale, cel mai mare scor dintre țările din Europa de Est și Asia Centrală a fost 53, scorul mediu a fost 35, iar cel mai mic scor a fost 18.
Tadjikistanul a primit un scor de 9 din 100 pentru controlul corupției în cadrul Indicatorilor de guvernanță mondială (WGI) 2009 ai Băncii Mondiale. Acest scor a reprezentat o scădere de la 18 în 2007.

### Percepții
Într-un sondaj realizat în 2010 de Programul Națiunilor Unite pentru Dezvoltare, aproape 80% dintre respondenți au declarat că țara lor este coruptă.

## Corupția guvernamentală

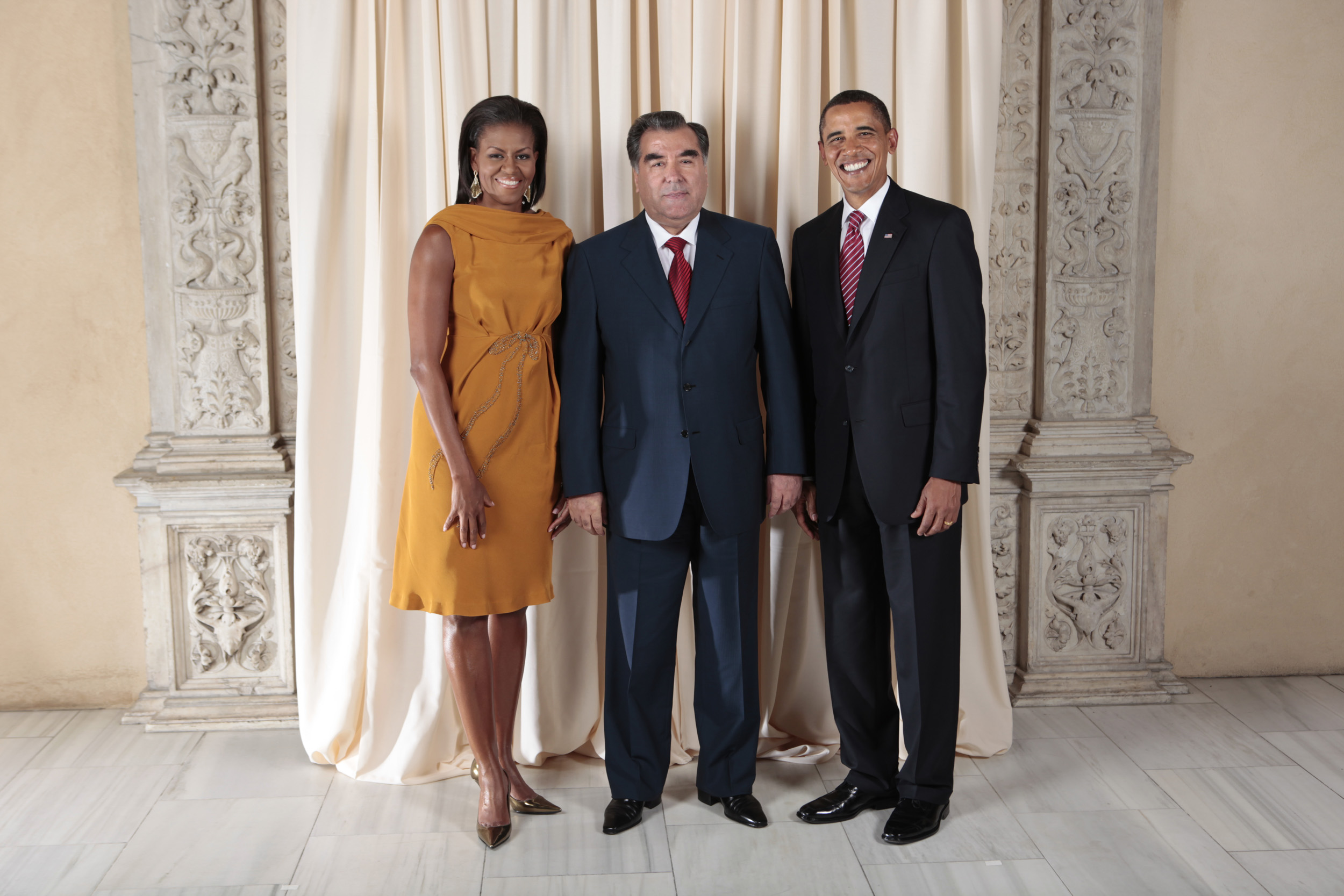
Președintele Emomali Rahmon cu fostul președinte Barack Obama și soția Michelle Obama

Tadjikistanul nu este considerat o țară liberă; Freedom House a numit sistemul multipartit al țării o „fațadă democratică”. Angajații și funcționarii guvernamentali extorchează adesea bani de la cetățeni, în special de la funcționarii publici. De exemplu, unii funcționari publici au fost obligați să cumpere acțiuni la barajul Rogun pentru a-și păstra locurile de muncă.
Din cauza corupției, incompetenței și a lipsei de resurse și facilități publice, administrația publică a țării este extrem de ineficientă, iar mita este frecventă. Agricultorii și antreprenorii, în special, au de-a face în mod regulat cu funcționari corupți.
Regimul actual este inundat de clientelism, favoritism și îmbogățire personală. Puterea politică și economică este concentrată în mâinile familiei lui Emomali Rahmon, președinte din 1992. Guvernul are legături cu crima organizată, iar răspunderea este rareori prezentă.
Telegramele diplomatice americane divulgate în 2010 menționau că membrii familiei și ai cercului restrâns al lui Rahmon sunt considerați a fi cele mai corupte persoane din țară. Un exemplu al problemei nepotismului la cel mai înalt nivel este fiul lui Rahmon, Rustam Emomali, care până la vârsta de 20 de ani fusese deja membru al consiliului municipal din Dușanbe, șef al Federației Naționale de Fotbal din Tadjikistan, proprietar al unui important club de fotbal, șef al Serviciului Vamal și șef al agenției anticorupție a țării. În ianuarie 2017, Rustam Emomali a fost numit primar al orașului Dușanbe, o poziție-cheie, care este văzută de unii analiști ca următorul pas spre vârful guvernului. În mod similar, președintele a numit-o pe fiica sa, Ozoda Emomali, ministru adjunct al afacerilor externe în 2009, iar cinci ani mai târziu a numit-o prim-ministru adjunct. Soțul ei, Jamoliddin Nuraliyev, a devenit prim adjunct al ministrului de finanțe în 2008 și vicepreședinte al Băncii Naționale în 2015.
În general, detaliile bugetelor guvernamentale nu sunt puse la dispoziția publicului. Funcționarii guvernamentali și angajații la nivel înalt sunt obligați prin lege să își dezvăluie activele, dar declarațiile lor nu sunt niciodată auditate.
Oficialii tadjici corupți au deturnat miliarde de dolari din băncile și întreprinderile de stat în conturi offshore. Potrivit FMI, aproximativ 3,5 miliarde de dolari, sau mai mult de o treime din PIB-ul anual al țării, au ajuns în astfel de conturi. Topitoria deținută de stat de aluminiu Talco, este deținută de firme cu sediul în Insulele Virgine Britanice, iar veniturile sale, în loc să se întoarcă la bugetul de stat, au fost folosite ca un fond secret pentru oficialii tadjici.

### Alegeri
Alegerile sunt caracterizate de fraude masive, iar membrii partidelor de opoziție sunt cumpărați, amenințați, exilați sau închiși în mod obișnuit. Deși legea limitează donațiile care pot fi făcute partidelor politice de la o persoană și candidați, conturile financiare ale partidelor și politicienilor nu sunt auditate.

### Judiciar
Deși sistemul judiciar este aparent independent, în practică acesta se află sub controlul președintelui, care are puterea de a angaja și concedia judecători după bunul plac. Puterea președintelui Rakhmon asupra instanțelor s-a intensificat în timp. Judecătorii sunt considerați în general incompetenți, iar mulți dintre ei solicită plăți ilegale pentru a soluționa cazuri sau pentru a elibera deținuți din închisoare. Conflictele de interese în cazurile juridice sunt frecvente, fără nicio măsură de protecție disponibilă.

### Impunitate
Gradul în care liderii corupți din Tadjikistan se bucură de impunitate este reflectat în cazul lui Muradali Alimardon. În ciuda faptului că în 2009 s-a descoperit că a acordat împrumuturi ilicite în valoare de 550 de milioane de dolari pentru proiecte legate de familie, Alimardon a fost promovat din funcția de președinte al Băncii Naționale în cea de viceprim-ministru, după care, potrivit The Economist, a luat încă 120 de milioane de dolari în împrumuturi neautorizate de la Agroinvestbank, o bancă de stat.

## Poliție
Ofițerii de poliție, în special poliția rutieră, sunt percepuți ca fiind extrem de corupți. În special, se consideră că aceștia servesc mai degrabă elitele, care sunt practic imune la arest și urmărire penală, decât cetățenii. În plus, salariile polițiștilor sunt mici, iar polițiștii solicită în mod obișnuit mită pentru a-și suplimenta veniturile. Mulți membri ai forțelor de poliție colaborează, de asemenea, cu crima organizată, în special cu traficanții de droguri. Începând cu 2012, aproximativ o treime din PIB-ul Tadjikistanului provenea din traficul de heroină, care, potrivit Departamentului de Stat al SUA, are loc cu ajutorul forțelor de ordine și al oficialilor guvernamentali.

## Afaceri
Potrivit Raportului Global de Competitivitate din 2013 al Forumului Economic Mondial, directorii de întreprinderi din Tadjikistan consideră corupția drept al patrulea cel mai mare obstacol în calea afacerilor în Tadjikistan, după ratele de impozitare, reglementările guvernamentale și accesul redus la finanțare. În 2015, Tadjikistanul s-a clasat pe locul 166 din 189 de țări în clasamentul Ease of Doing Business al Băncii Mondiale, situându-se pe ultimul loc în regiunea Europa și Asia Centrală. Conform unui sondaj realizat de Banca Mondială în 2008, peste 44% dintre oamenii de afaceri au declarat că se așteptau să ofere „cadouri” funcționarilor publici, iar peste o treime s-au confruntat cu cereri de mită în cursul anului precedent.

## Sănătate
În general, lucrătorii din domeniul sănătății nu sunt bine plătiți și se bazează pe cadouri și mită pentru a-și suplimenta veniturile. Mulți cetățeni trebuie să plătească mită pentru a primi îngrijiri medicale presupus gratuite sau pentru a-și asigura un pat de spital. Deoarece mulți profesioniști din domeniul sănătății și-au obținut diplomele ca urmare a plății în locul educației, calitatea îngrijirii este adesea slabă, iar cei mai buni practicieni pot cere o mită și mai mare decât ar putea fi cerută altfel. Știrea convențională este că cei care își permit ar face mai bine să își cheltuiască banii dând mită unui funcționar vamal pentru o viză de intrare în Rusia pentru a avea acces la asistență medicală acolo.

## Universități
De regulă, tinerii trebuie să plătească mită considerabilă pentru a intra la universități și a obține note mai bune. Un exemplu remarcabil în acest sens este sistemul de sănătate din Tadjikistan. Mulți profesioniști din domeniul sănătății din Tadjikistan își primesc diploma în medicină prin intermediul unui curs universitar prin corespondență de doi ani, la sfârșitul căruia are loc un singur examen în persoană. Se înțelege că nota este determinată mai degrabă de banii predați supraveghetorului decât de rezultatul real al examenului. Acesta este unul dintre numeroșii factori care contribuie la calitatea scăzută a asistenței medicale în Tadjikistan.
Corupția universală din universitățile din Tadjikistan este o parte din motivul pentru care nicio universitate din țară nu este acreditată la nivel internațional. Din păcate, corupția este frecventă și în școlile secundare și chiar elementare. Profesorii care cer mai multă mită de la elevii lor își pot mitui mai mult superiorii și pot fi promovați, în timp ce profesorii care nu acceptă sau nu oferă mită pot fi ignorați pentru promovare sau pur și simplu concediați pentru a fi înlocuiți cu cineva care a mituit funcționarii școlari. Având în vedere că toate calificările universitare sunt pur și simplu cumpărate, profesorii și învățătorii adesea nu au cunoștințe despre domeniul lor sau despre capacitatea lor de predare.

## Activități anticorupție
Telegramele diplomatice americane redactate în 2006 și 2007 și divulgate în 2010 au numit „anticorupția” un nou cuvânt la modă în Tadjikistan, dar au sugerat că eforturile presupuse ale guvernului pe acest front sunt puțin substanțiale. O lege adoptată în 2008 afirmă că va institui garanții puternice și va proteja avertizorii de integritate, dar în practică corupția continuă să crească. În mod similar, o altă lege afirmă că va garanta accesul la informațiile guvernamentale, dar în practică este dificil pentru majoritatea cetățenilor să obțină un astfel de acces. Biroul Ombudsmanului pentru Drepturile Omului a fost înființat în 2008, însă guvernul și sistemul judiciar acordă puțină atenție plângerilor depuse la acesta. Deși Ombudsmanul este teoretic independent, acesta este numit personal de președinte și poate fi înlocuit de acesta.
Există legi care se presupune că impun transparența finanțării partidelor politice, dar acestea tind să fie ineficiente. Alte legi impun ca anunțurile și licitațiile să fie publicate și ca funcționarii din domeniul achizițiilor publice să își declare activele, dar acestea nu sunt aplicate în mod corespunzător.
Rețeaua anticorupție (ACN) pentru Europa de Est și Asia Centrală a fost înființată de OCDE, Uniunea Europeană și mai multe organizații bancare și de afaceri în 1998 pentru a sprijini eforturile anticorupție din regiune. În 2003, ACN a lansat o inițiativă care implică elaborarea de analize de țară pentru Tadjikistan și alte șapte țări. Tadjikistanul este membru al Convenției Organizației Națiunilor Unite împotriva corupției (UNCAC) din 2006. Din 2012, biroul OSCE din Tadjikistan conține o unitate de bună guvernare, care încearcă să colaboreze cu guvernul pentru a combate corupția. De asemenea, Tadjikistanul este una dintre cele patru țări din regiune alese de Banca Mondială pentru a-și testa procesul de guvernare și combatere a corupției.
Ineficiența presupuselor eforturi anticorupție se reflectă în faptul că agenția națională pentru controlul bugetului statului și combaterea corupției este considerată, în general, una dintre cele mai corupte instituții din țară. Majoritatea celor care sunt urmăriți penal pentru corupție de către agenție sunt angajați la nivelurile inferioare ale funcției publice, majoritatea urmăririlor penale având loc în sectoarele sănătății, educației și agriculturii. Această agenție, înființată în 2007, se află sub controlul lui Rahmon, nu al parlamentului, garantând că nimeni nu va fi urmărit penal pentru corupție fără aprobarea sa personală. Într-un exemplu de nepotism la nivel înalt, care este aproape omniprezent în Tadjikistan, agenția este condusă din martie 2015 de fiul lui Rahmon, Rustam.
Un raport din iunie 2015 menționa că Rustam tocmai îl arestase pe Hasan Rajabov (uneori transliterat ca Hasan Radzhabov), un consilier al președintelui, sub acuzația de corupție. Rajabov a fost acuzat de deturnare masivă de fonduri și de solicitare de mită. De asemenea, a fost arestat Izzattullo Azizov, membru al comitetului de stat pentru afaceri religioase, care a fost acuzat că a solicitat mită 2.000 de dolari de la musulmanii care doreau să călătorească la Mecca pentru hajj. În plus, Rustam a arestat mai mulți alți înalți funcționari pentru corupție.
O problemă a eforturilor anticorupție este că persoanele aflate la putere folosesc în mod obișnuit acuzațiile de corupție pentru a încerca să își doboare adversarii politici. În iunie 2016, un ziar guvernamental l-a acuzat pe Muhiddin Kabiri, liderul în exil al opoziției, de achiziții ilicite de proprietăți, iar acesta a evitat urmărirea penală doar prin șederea în străinătate. Zaid Saidov, un fost ministru al industriei care a încercat să înființeze un partid de opoziție, a fost vizat de acuzații de corupție în 2013 și a fost arestat și condamnat la 51 de ani de închisoare.
Un raport al OCDE din mai 2014 a solicitat Tadjikistanului să își intensifice lupta împotriva corupției. Deși a lăudat țara pentru adoptarea legilor anticorupție, OCDE a îndemnat regimul să aplice aceste legi.